# Aoplus rubricosus
Aoplus rubricosus là một loài tò vò trong họ Ichneumonidae.